# Dariusz Opolski
Dariusz Opolski (ur. 23 września 1961 w Lublinie) – polski piłkarz, bramkarz, reprezentant kraju juniorów i młodzieżówki.
Wychowanek Motoru Lublin. Mając 19 lat zadebiutował w 1980 w Motorze, w którym bronił z dwuletnią przerwą na służbę wojskową, kiedy był zawodnikiem Legii Warszawa. W Motorze 292 mecze – drugi na liście klubowych rekordzistów, występował do 1996 roku. Pod koniec kariery występował jeszcze w Kamionce i w Lewarcie Lubartów.
W 1992 laureat organizowanego przez redakcję Sportu plebiscytu Złotych Butów.

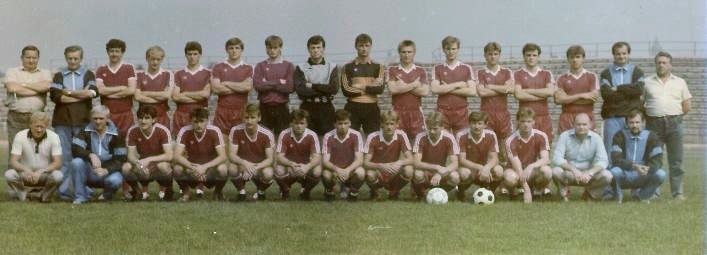
Dariusz Opolski w barwach Motoru Lublin, w sezonie 1989/1990